# Ali Hajdar
Ali Hajdar (arab. ‏}علي حيد‎‎; ur. 1932 w Hillat Ara k. Dżabli, zm. 5 sierpnia 2022) – syryjski wojskowy, wieloletni głównodowodzący syryjskich Sił Specjalnych, bliski współpracownik prezydenta Syrii Hafiza al-Asada.

## Życiorys
Jest alawitą, pochodzi z konfederacji rodowo-plemiennej Haddadinów (inne źródło podaje konfederację Chajatinów), z jednej z najbardziej wpływowych rodzin alawickich. Jeszcze jako uczeń wstąpił do partii Baas. Uzyskał wykształcenie wojskowe na Akademii Wojskowej w Hims. W 1968, pięć lat po zamachu stanu, po którym partia Baas objęła władzę w kraju i zaprowadziła w nim ustrój autorytarny, Hajdar został głównodowodzącym syryjskich Sił Specjalnych. W rywalizacji o władzę w kraju między Salahem Dżadidem i Hafizem al-Asadem poparł tego drugiego i odegrał znaczącą rolę podczas zamachu stanu, który zapewnił mu pełnię władzy w Syrii.
W latach 70. i 80. XX wieku był jednym z najbardziej zaufanych oficerów w otoczeniu Hafiza al-Asada. Dowodzona przez niego formacja obok Kompanii Obrony była najważniejszą jednostką wojskową podtrzymującą w Syrii rządy al-Asada. Brała udział w tłumieniu powstania islamistów w 1984, interwencji syryjskiej w czasie wojny domowej w Libanie (gdzie walczyła z oddziałami izraelskimi oraz z siłami (Organizacji Wyzwolenia Palestyny) oraz organizowała operacje dywersyjne w Izraelu.
W 1984 Ali Hajdar zachował lojalność wobec chorego Hafiza al-Asada i odmówił wzięcia udziału w zamachu stanu, jaki przygotowywał przeciwko prezydentowi jego brat Rifat al-Asad. Cztery lata później, z powodu tętniaka, wycofał się z działalności wojskowej. Na początku lat 90. XX wieku wrócił jednak do pełnienia obowiązków. Protestował przeciwko podjęciu przez Syrię rozmów pokojowych z Izraelem. Latem 1994 został w nieznanych bliżej okolicznościach aresztowany na polecenie Hafiza al-Asada, nie stanął jednak przed sądem. Jako powód tego nieoczekiwanego aresztowania podaje się obiekcje Hajdara co do kompetencji politycznych syna prezydenta, Baszszara al-Asada, którego ojciec zamierzał (po śmierci starszego syna Basila) nieformalnie wyznaczyć na następcę. Ostatecznie Hajdar stracił jedynie pełnione dotąd stanowisko głównodowodzącego Sił Specjalnych, na którym zastąpił go gen. Ali Habib Mahmud. Nadal był członkiem partii Baas i służył w armii syryjskiej do śmierci Hafiza al-Asada w 2000.